# Rondale Moore
Rondale DaSean Moore (New Albany, 9 giugno 2000) è un giocatore di football americano statunitense che milita nel ruolo di wide receiver per gli Atlanta Falcons della National Football League (NFL).

## Carriera

### Arizona Cardinals
Moore al college giocò a football all'Università Purdue, vincendo il Paul Warfield Trophy come miglior wide receiver nel college football. Fu scelto nel corso del secondo giro (49º assoluto) del Draft NFL 2021 dagli Arizona Cardinals. Debuttò come professionista scendendo in campo nella gara del primo turno contro i Tennessee Titans ricevendo 4 passaggi per 68 yard. La settimana successiva segnò il suo primo touchdown, l'unico della sua stagione da rookie, nella vittoria sui Minnesota Vikings su passaggio da 77 yard di Kyler Murray. La sua prima stagione si chiuse con 54 ricezioni per 435 yard.

### Atlanta Falcons
Il 14 marzo 2024 Moore fu scambiato con gli Atlanta Falcons per il quarterback Desmond Ridder.